# غوردون سنكلير
غوردون سنكلير هو كاتب وصحفي كندي، ولد في 3 يونيو 1900 في تورونتو في كندا، وتوفي في 17 مايو 1984.